# Fitzcarraldo (album)
Fitzcarraldo is een album uit 1983 van de Duitse rockgroep Popol Vuh. Het album is de soundtrack van de film Fitzcarraldo van regisseur Werner Herzog. In de film probeert de Europese operaliefhebber Fitzcarraldo een opera te bouwen in het Zuid-Amerikaanse regenwoud. Het album bevat naast een aantal nummers van Popol Vuh dan ook verschillende operanummers, vooral van Enrico Caruso, en enkele traditionele nummers. De nummers van Popol verschenen al op de voorgaande albums en Die Nacht der Seele en Sei still, wisse ICH BIN, soms in een wat gewijzigde vorm.

## Tracks
De nummers hieronder zijn van Popol Vuh, uitgezonderd de klassieke en traditionele nummers waar aangegeven:
1. "Wehe Khorazin" - 5:34
2. "Scene from "Ernani"" (Giuseppe Verdi) - 5:53
3. "Engel der Luft" - 2:37
4. "Ridi Pagliacci" (Enrico Caruso, uit "Pagliacci" van Ruggero Leoncavallo) - 3:11
5. "O Paradiso" (Enrico Caruso, uit "L'Africaine" van Giacomo Meyerbeer) - 3:38
6. "Kind mit Geige" (traditioneel) - 0:56
7. "Im Garten dem Gemeinschaft" - 2:25
8. "Blasmusik" (traditioneel) - 0:42
9. "Tod und Verklärung (Excerpt)" (Richard Strauss) - 2:55
10. "Musik aus Burundi" (traditioneel) - 1:50
11. "Il Sogno" (uit "Manon" van Jules Massenet) - 2:39
12. "Quartett" (uit "Rigoletto" van Giuseppe Verdi) - 3:59
13. "Oh Mimi, tu piu non torni" (Enrico Caruso, uit "La bohème" van Giacomo  Puccini) - 3:04
14. "Als Lebten die Engel auf Erden" - 2:08
15. "A te o cara, amor talora" (uit "I puritani" van Vincenzo Bellini) 5:49

## Bezetting
- Florian Fricke: piano, zang
- Daniel Fichelscher: gitaar, drums
- Renate Knaup: zang
- Chris Karrer: saxofoon
- Djong Yun: zang
- Susan Goetting: hobo
- Alois Gromer: sitar